# 우문지급
우문지급(宇文智及, ? ~ 619년)은 수나라(隋)의 관리이다. 우문술(宇文述)의 아들이며, 우문화급(宇文化及)의 동생이자 우문혜급(宇文惠及)의 형이고 우문사급(宇文士及)의 이복형이다.

## 생애
616년 우문술(宇文述)의 유언에 의해 우문화급(宇文化及)이 우둔위장군(右屯衛將軍)이 되자 장작소감(將作少監)을 맡았다.
이후 618년 우문화급 및 사마덕감(司馬德戡), 조행추(趙行樞), 설세량(薛世良), 양사람(楊士覽) 등과 함께 병변을 일으켰으며, 양제(煬帝)를 교살한 뒤 양제의 동생 양수(楊秀)의 아들인 양호(楊浩)를 황제로 추대하였다. 그 뒤 좌복야(左僕射)로 임명되어 우문화급과 함께 북상하였으나 왕세충(王世充), 이연(李淵), 이밀(李密)의 세력에 저지당해 그 뜻을 이루지 못했으며, 이후 우문화급이 양호를 독살하고 위현(魏縣)에서 제위에 오른 뒤 국호를 허(許), 연호를 천수(天壽)으로 하자 이에 합류해 제왕(斉王)에 봉해졌다.
그 뒤 619년 우문화급이 요성(聊城)에서 두건덕(竇建德)과의 전투에서 패배하였고, 양사람(楊士覽), 허홍인(許弘仁), 맹경(孟景), 원무달(元武達) 등과 함께 붙잡혀 사형당한 뒤 효수되었다.